# César de Lima Alves
César Justino de Lima Alves (Alpiarça, 17 de março de 1866 — Lisboa, 4 de março de 1942) foi um político português responsável pelo ministério da Agricultura entre 29 de Junho de 1919 e 3 de Janeiro de 1920.
Foi também engenheiro agrónomo pelo Instituto de Agronomia e Veterinária de Lisboa, exercendo funções de docente nessas mesmas escolas e na Faculdade de Ciências de Lisboa.
Pertenceu ao Partido Republicano Português e ao Partido Reconstituinte, sendo também presidente da Junta Geral do Distrito de Lisboa, assim como senador pela mesma.
Fez parte da Maçonaria, tendo sido iniciado em 1908 com o nome simbólico de Lavoisier.